# Episodi di Cuori senza età (settima stagione)
La settima stagione della serie televisiva Cuori senza età è stata trasmessa in anteprima negli Stati Uniti d'America dalla NBC tra il 21 settembre 1991 e il 9 maggio 1992.
| nº | Titolo originale                           | Titolo italiano                                   | Prima TV USA      | Prima TV Italia |
| -- | ------------------------------------------ | ------------------------------------------------- | ----------------- | --------------- |
| 1  | Hey, Look Me Over                          | Foto compromettenti                               | 21 settembre 1991 |                 |
| 2  | The Case of the Libertine Belle            | Il caso della bella libertina                     | 28 settembre 1991 |                 |
| 3  | Beauty and the Beast                       | L'infermiera di ferro                             | 5 ottobre 1991    |                 |
| 4  | That's for Me to Know                      | Segreto di famiglia                               | 12 ottobre 1991   |                 |
| 5  | Where's Charlie?                           | Voci dall'oltretomba                              | 19 ottobre 1991   |                 |
| 6  | Mother Load                                | Io, mamma e tu                                    | 26 ottobre 1991   |                 |
| 7  | Dateline: Miami                            | Appuntamenti a sorpresa                           | 2 novembre 1991   |                 |
| 8  | The Monkey Show (Part 1)                   | Sorelle tempestose (prima parte)                  | 9 novembre 1991   |                 |
| 9  | The Monkey Show (Part 2)                   | Sorelle tempestose (seconda parte)                | 9 novembre 1991   |                 |
| 10 | Ro$e Love$ Mile$                           | A cena con zio Paperone                           | 16 novembre 1991  |                 |
| 11 | Room Seven                                 | La stanza della memoria                           | 23 novembre 1991  |                 |
| 12 | From Here to the Pharmacy                  | Da qui alla farmacia                              | 7 dicembre 1991   |                 |
| 13 | The Pope's Ring                            | Buon compleanno Rose                              | 14 dicembre 1991  |                 |
| 14 | Old Boyfriends                             | Il bacio del risveglio                            | 4 gennaio 1992    |                 |
| 15 | Goodbye, Mr. Gordon                        | Addio professor Gordon                            | 11 gennaio 1992   |                 |
| 16 | The Commitments                            | Un idillio d'epoca                                | 25 gennaio 1992   |                 |
| 17 | Questions and Answers                      | Domande e risposte                                | 8 febbraio 1992   |                 |
| 18 | Ebbtide VI: The Wrath of Stan              | La signora degli scarafaggi                       | 15 febbraio 1992  |                 |
| 19 | Journey to the Center of Attention         | La scena rubata                                   | 22 febbraio 1992  |                 |
| 20 | A Midwinter Night's Dream (Part 1)         | La maledizione e la luna (parte prima)            | 29 febbraio 1992  |                 |
| 21 | A Midwinter Night's Dream (Part 2)         | La maledizione e la luna (parte seconda)          | 29 febbraio 1992  |                 |
| 22 | Rose: Portrait of a Woman                  | Pin Up                                            | 7 marzo 1992      |                 |
| 23 | Home Again, Rose (Part 1)                  | Torna a casa Rose (prima parte)                   | 25 aprile 1992    |                 |
| 24 | Home Again, Rose (Part 2)                  | Torna a casa Rose (seconda parte)                 | 2 maggio 1992     |                 |
| 25 | One Flew Out of the Cuckoo's Nest (Part 1) | Qualcuno volò dal nido del cuculo (prima parte)   | 9 maggio 1992     |                 |
| 26 | One Flew Out of the Cuckoo's Nest (Part 2) | Qualcuno volò dal nido del cuculo (seconda parte) | 9 maggio 1992     |                 |